# Hämplingar
För växtsläktet Linaria se Sporrar (växter).
Hämplingar (Linaria) är ett släkte i familjen finkar inom ordningen tättingar. Släktet omfattar fyra arter med utbredning i Europa från Madeira och Kanarieöarna österut genom Mellanöstern och Asien till Mongoliet och västra Kina, med två isolerade förekomster dels på sydvästra Arabiska halvön, dels i nordöstra Somalia:
- Vinterhämpling (L. flavirostris)
- Hämpling (L. cannabina)
- Jemenhämpling (L. yemenensis)
- Somaliahämpling (L. johannis)

Släktet inkluderades tidigare i Carduelis, men DNA-studier visar dock att arterna i Carduelis inte är varandras närmaste släktingar. Hämplingarna är troligen del av en grupp bestående av  gråsiskor (Acanthis) och korsnäbbar (Loxia).